# ClayFighter
ClayFighter es un videojuego de lucha lanzado para Super NES en 1993, y trasladado posteriormente a Mega Drive en 1994. También está programado para que sea lanzado en la Consola Virtual de Nintendo junto con los dos juegos de Earthworm Jim y Boogerman, también publicados por Interplay.
La mayor parte del juego tiene lugar en un circo, centrándose más en el humor que en la mecánica de juego. Ofrece gráficos de alta calidad de estilo claymation (plastilina) que fueron creados fotografiando y digitalizando modelos reales de arcilla.
El juego fue uno de los dos juegos de la franquicia "clay" realizados por Interplay, el segundo fue un juego de plataformas titulado Claymates.

## Argumento
Un meteorito hecho enteramente de arcilla choca sobre un humilde circo estadounidense. El objeto interestelar contamina todos los empleados del circo, transformándolos en caricaturas extrañas, con nuevos superpoderes.

## Personajes
Este juego contiene ocho personajes jugables y un jefe final:
- Bad Mr. Frosty
- Blob
- Blue Suede Goo
- Bonker
- Helga
- Ickybod Cay
- Taffy
- Tiny
- N.Boss

## Secuelas
El juego fue seguido por una edición de torneo (tournament edition), y dos secuelas, ClayFighter 2: Judgement Clay y ClayFighter 63 1/3 para Nintendo 64, que a su vez fue seguido por una edición especial solo para alquilar en las tiendas de Blockbuster Video en Estados Unidos, la cual incluía luchadores adicionales borrados del lanzamiento original de 63 1/3, entre ellos Lady Liberty, High Five, Lockjaw Pooch, y Zappa Yow Yow Boyz. Curiosamente, muchos ataques especiales que los personajes usaban fueron retirados, el sistema de combos también fue alterado.
A pesar de que el juego era exclusivamente de alquiler no es raro que haya personas que tengan el juego. Puesto que muchos Blockbusters liquidaron sus existencias de ejemplares de alquiler y las vendieron en sus tiendas como un juego usado.

### Clayfighter: Tournament Edition
Clayfighter: Tournament Edition fue una modificación del juego original exclusiva para Super Nintendo con muchos cambios como:
- La mayoría de los escenarios del juego fueron modificados. Los escenarios de Bad Mr. Frosty y Blob no presentan cambios (así como el escenario de N. Boss, puesto que era solo una recoloración del escenario de Blob), sin embargo los escenarios de los otros seis personajes fueron editados.

- Muchos problemas del original fueron resueltos. En particular, el problema para jugar como N. Boss fue eliminado.

- Muchos nuevos modos fueron añadidos, se añadieron más modos versus, puesto que es una edición de 'torneo'.

- La introducción y la pantalla de título fueron editadas.

- Datos: Q2634403